# Walls and Bridges
| 평가 점수                     | 평가 점수 |
| 출처                          | 점수      |
| ----------------------------- | --------- |
| AllMusic                      | [ 1 ]     |
| All-Music Guide to Rock       | 4/별      |
| Christgau's Record Guide      | B−        |
| Mojo                          | [ 3 ]     |
| The Music Box                 | [ 4 ]     |
| MusicHound                    | 2.5/5     |
| Paste                         | [ 6 ]     |
| The Rolling Stone Album Guide | [ 7 ]     |
| Uncut                         | [ 8 ]     |
| Uncut (2010)                  | [ 9 ]     |

《Walls and Bridges》는 영국의 음악가 존 레논의 네 번째 솔로 스튜디오 음반이다. 이 음반은 1974년 9월 26일, 미국에서, 10월 4일, 영국에서 애플 레코드를 통해 발매되었다. 오노 요코와의 18개월간 별거 기간 동안 쓰여지고, 녹음되고, 발매된 이 음반은 레논의 "잃어버린 주말" 중간 시기의 모습을 담고 있다. 《Walls and Bridges》는 미국에서 《빌보드》와 《레코드 월드》 차트 모두에서 1위를 기록했으며, 〈Whatever Gets You thru the Night〉와 〈#9 Dream〉 두 개의 히트 싱글을 포함하고 있다. 이 중 첫 번째 곡은 레논이 솔로 아티스트로서 미국에서 처음으로 1위를 차지한 곡이며, 생애 동안 미국이나 영국에서 유일하게 차트 1위를 기록한 솔로 싱글이다.
이 음반은 영국에서 실버 인증을, 미국에서 골드 인증을 받았다.

## 배경
1973년 6월, 레논이 《Mind Games》를 녹음하려던 즈음, 오노 요코는 레논에게 별거를 제안했다. 곧 레논은 오노의 격려 아래 그들의 개인 비서였던 메이 팡과 함께 캘리포니아로 떠났고, 두 사람은 18개월간의 관계를 시작했으며, 레논은 이 시기를 훗날 "잃어버린 주말"이라고 회상하게 된다. 레논과 팡이 로스앤젤레스에 머무는 동안, 레논은 2년 동안 보지 못했던 아들 줄리언과 다시 가까워질 기회를 가졌다.
레논은 원래 프로듀서 필 스펙터와 함께 로큰롤 고전 곡들로 구성된 음반을 녹음할 계획이었으나, 이 세션은 음악보다는 술에 취한 난동으로 유명해졌다. 이후 레논과 팡은 뉴욕으로 돌아왔고, 스펙터는 세션 테이프를 가지고 자취를 감추었다. 이 무렵 레논은 피에르 호텔에 머무르며 여러 곡을 새로 작곡했고, 몇몇 곡은 자택에서 데모로 녹음하기 시작했다.

## 녹음
레논은 1974년 6월, 뉴욕의 레코드 플랜트에서 스튜디오 뮤지션들과 함께 그의 신곡들을 리허설하기 시작했는데, 여기에는 드럼의 짐 켈트너, 베이스 기타의 클라우스 부어만, 기타의 제시 에드 데이비스, 퍼커션의 아서 젠킨스가 포함되었다. 이 핵심 연주자들은 음반에서 플라스틱 오노 뉴클리어 밴드로 소개되었으며, 이는 많은 레논의 솔로 작업에 이름이 올라간 개념적 그룹 플라스틱 오노 밴드의 변형이다.
뮤지션들은 짧은 시간 안에 자신들만의 편곡을 만들어 냈고, 녹음은 빠르게 진행되었다. 리틀 빅 혼스의 색소폰 연주자 론 아프레아는 "그는 편곡에 대한 정식 교육을 받지 않았기 때문에, 조절실에 앉아 우리가 각자 파트를 만들도록 내버려 뒀다. 그가 우리가 연주하는 것을 좋아하면 알려주었다... 우리가 더 잘할 수 있을 것 같으면 '해 봐'라고 말했다"고 말했다. 아프레아는 또한 브라스 섹션이 2주에 걸쳐 녹음되었다고 덧붙였다. 레논은 나중에 "개인적으로 대단한 한 해였다. 내가 뭔가를 만들어낼 수 있었다는 것이 거의 놀랍다. 하지만 《Walls and Bridges》를 만드는 것은 즐거웠고, 스튜디오에 들어가서 전부 해낼 수 있어서 어렵지 않았다. 모든 것이 그냥 엉망이 되지 않아서 놀랐다"고 말했다. 리허설 녹음은 사후에 발매된 음반 《Menlove Ave.》와 《John Lennon Anthology》에 수록되었다.

## 곡 목록
모든 곡들은 특별한 언급이 없는 한 존 레논에 의해 작사/작곡하였다.
| #  | 제목                                 | 작사·작곡       | 재생 시간 |
| -- | ------------------------------------ | --------------- | --------- |
| 1. | 〈Going Down on Love〉               |                 | 3:54      |
| 2. | 〈Whatever Gets You thru the Night〉 |                 | 3:28      |
| 3. | 〈Old Dirt Road〉                    | 레논, 해리 닐슨 | 4:11      |
| 4. | 〈What You Got〉                     |                 | 3:09      |
| 5. | 〈Bless You〉                        |                 | 4:38      |
| 6. | 〈Scared〉                           |                 | 4:36      |

| #   | 제목                                            | 작사·작곡                                          | 재생 시간 |
| --- | ----------------------------------------------- | -------------------------------------------------- | --------- |
| 7.  | 〈#9 Dream〉                                    |                                                    | 4:47      |
| 8.  | 〈Surprise, Surprise (Sweet Bird of Paradox)〉  |                                                    | 2:55      |
| 9.  | 〈Steel and Glass〉                             |                                                    | 4:37      |
| 10. | 〈Beef Jerky〉                                  |                                                    | 3:26      |
| 11. | 〈Nobody Loves You (When You're Down and Out)〉 |                                                    | 5:08      |
| 12. | 〈Ya Ya〉                                       | 리 도시, 클래런스 루이스, 모건 로빈슨, 모리스 레비 | 1:06      |

## 참여 인원
다음은 음반 부클릿으로부터 발췌한 것이다.
- 존 레논 – 프로듀서, 편곡, 보컬(리드, 하모니, & 백그라운드), 기타(리드, 리듬, 어코스틱), 피아노, 휘파람, 퍼쿠션

플라스틱 누클리어 밴드
- 켄 에이셔 – 일렉트릭 피아노, 클라비넷, 메로트론
- 짐 켈트너 – 드럼
- 아서 젠킨스 - 퍼쿠션
- 닉키 홉킨스 – 피아노
- 클라우스 부어만 – 베이스
- 바비 키즈 – 테너 색스폰
- 론 애프리아 - 테너 색스폰
- 제시 이디 데이비스 – 어코스틱 기타, 리드 기타
- 에디 모타우 – 어코스틱 기타

추가 인원
- 스트링스 & 브라스 뮤지션들 from 뉴욕 필하모닉 – 편곡/지휘 by 켄 에이셔.
- 리틀 빅 혼스 – 론 애프리아 (알토 색스폰), 바비 키즈 (테너 색스폰), 프랭크 비카리 (테너 색스폰), 하워드 존슨 (바리톤 & 베이스 색스폰) and 스티브 마다이오 (트럼펫).
- 줄리안 레논 – 드럼 "Ya Ya".
- 엘튼 존 – 피아노 & 하모니 보컬 "Whatever Gets you thru the Night" and 하몬드 오르간 & 백그라운드 보컬 "Surprise, Surprise (Sweet Bird of Paradox)"
- 해리 닐슨 – 백킹 보컬 "Old Dirt Road".
- The 44th Street Fairies: 조이 담브라, 로리 버튼, 메이 팡 – 백그라운드 보컬 "#9 Dream".
- 샐리 야쿠스 – 엔지니어
- 지미 아이오빈 – 오버덥 엔지니어
- 로이 치깔라 – 리믹스 엔지니어
- 메이 팡 – 프로덕션 코디네이터
- 로이 코하라 – 아트 디렉션
- 밥 그루엔 – 포토그라피

## 차트
| 차트 (1974–75)                     | 순위 |
| ---------------------------------- | ---- |
| Australian Kent Music Report Chart | 4    |
| Canadian RPM Albums Chart          | 1    |
| Danish Albums Chart                | 7    |
| Dutch Mega Albums Chart            | 16   |
| Italian LP Chart                   | 11   |
| Japanese Oricon LP Chart           | 14   |
| Norwegian VG-lista Albums Chart    | 3    |
| Swedish Albums Chart               | 6    |
| UK Albums Chart                    | 6    |
| US Billboard 200                   | 1    |
| German Media Control Albums Chart  | 41   |

| 차트 (1974)             | 순위 |
| ----------------------- | ---- |
| Australian Albums Chart | 26   |
| Canadian Albums Chart   | 17   |
| 차트 (1975)             | 순위 |
| Canadian Albums Chart   | 44   |
| US Billboard Year-End   | 84   |

## 인증
| 국가                       | 인증 | 판매량/출하량 |
| -------------------------- | ---- | ------------- |
| 영국 (BPI)                 | 실버 | 60,000^       |
| 미국 (RIAA)                | 골드 | 500,000^      |
| ^출하량을 기반으로 한 인증 |      |               |